# لوما فرخية
لوما فرخية (الاسم العلمي:Loma embiotocia) هي نوع من الفطريات تتبع جنس فطر اللوما من فصيلة الغلوغية. يتطفل على أنواع من أسماك الفرخ.